# Code de la Légion d'honneur, de la médaille militaire et de l'ordre national du Mérite
Lire en ligne

Texte sur Légifrance

En droit français, le Code de la Légion d'honneur, de la médaille militaire et de l'ordre national du Mérite est le code réglementaire qui regroupe l'ensemble des dispositions relatives à des distinctions décernées par la République française, à savoir la Légion d'honneur, la Médaille militaire et l'Ordre national du Mérite.

## Historique
Le Code de la Légion d'honneur, de la médaille militaire et de l'ordre national du Mérite a été créé par le décret n° 62-1472 du 28 novembre 1962, publié au JORF du 7 décembre 1962.
Ce code a été créé pour rassembler des dispositions éparses. Il fut complété en 2018, lors de la codification des mesures relatives à de l'ordre national du Mérite.
Outre les modes d'attribution et de fonctionnement de chacune des plus hautes distinctions françaises, il comprend également des dispositions sur le fait pour un citoyen français d'accepter et arborer des décorations attribuées par des nations étrangères, ainsi que des dispositions pénales. Ces dernières visent notamment à sanctionner toute création de distinction de nature à entretenir une confusion avec les distinctions décernées par l'État, ou encore le port de ces distinctions ou de distinctions attribuées par des nations étrangères et dont le port n'aurait pas été au préalable autorisé par le Grand chancelier de la Légion d'honneur.

## Contenu
Les livres du code sont découpés en titres et chapitres.
- Livre I : Légion d'Honneur
- Livre II : Médaille militaire
- Livre III : Ordre national du Mérite
- Livre IV : Autorisation d'accepter et de porter des décorations étrangères
- Livre V : Dispositions pénales

## Parties prenantes
- État
- Président de la République française